# Paraíso EC
Paraíso EC is een Braziliaanse voetbalclub uit Paraíso do Tocantins in de staat Tocantins. Er is een gelijknamige club uit de stad die in 1983 opgericht werd en in 1999 één seizoen in de hoogste klasse speelde. 

## Geschiedenis
De club werd opgericht in 1972 als Intercap EC. Vanaf 1993 speelde de club in de nieuwe profcompetitie van het Campeonato Tocantinense waar de club in 1995 de staatstitel kon winnen. In 2007 nam de club de naam Paraíso aan. In 2012 degradeerde de club en kon terugkeren in 2015.

## Erelijst
Campeonato Tocantinense
1995